# Ionopsis utricularioides
Ionopsis utricularioides är en orkidéart som först beskrevs av Olof Swartz, och fick sitt nu gällande namn av John Lindley. Ionopsis utricularioides ingår i släktet Ionopsis och familjen orkidéer. Inga underarter finns listade i Catalogue of Life.

## Bildgalleri

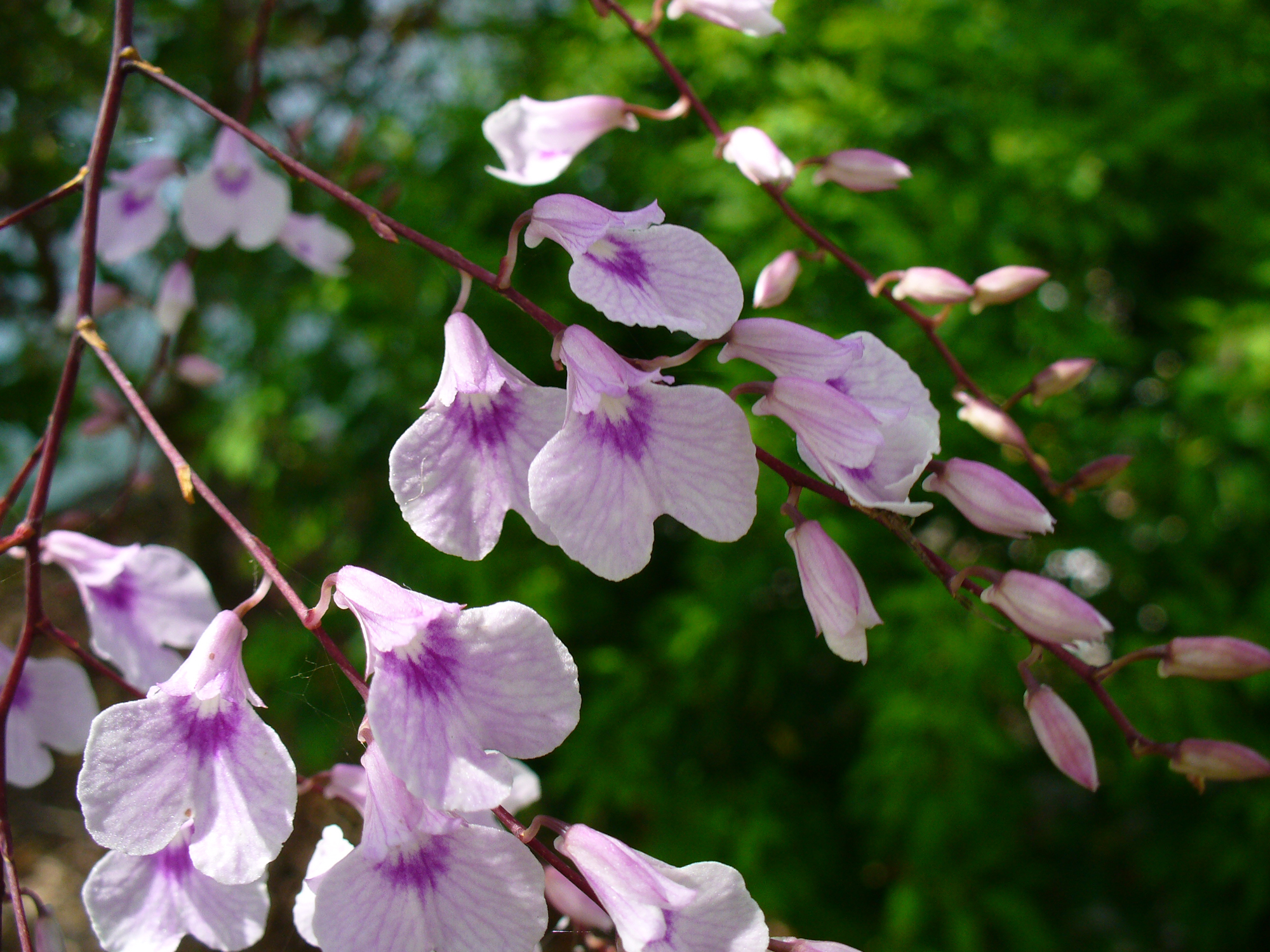
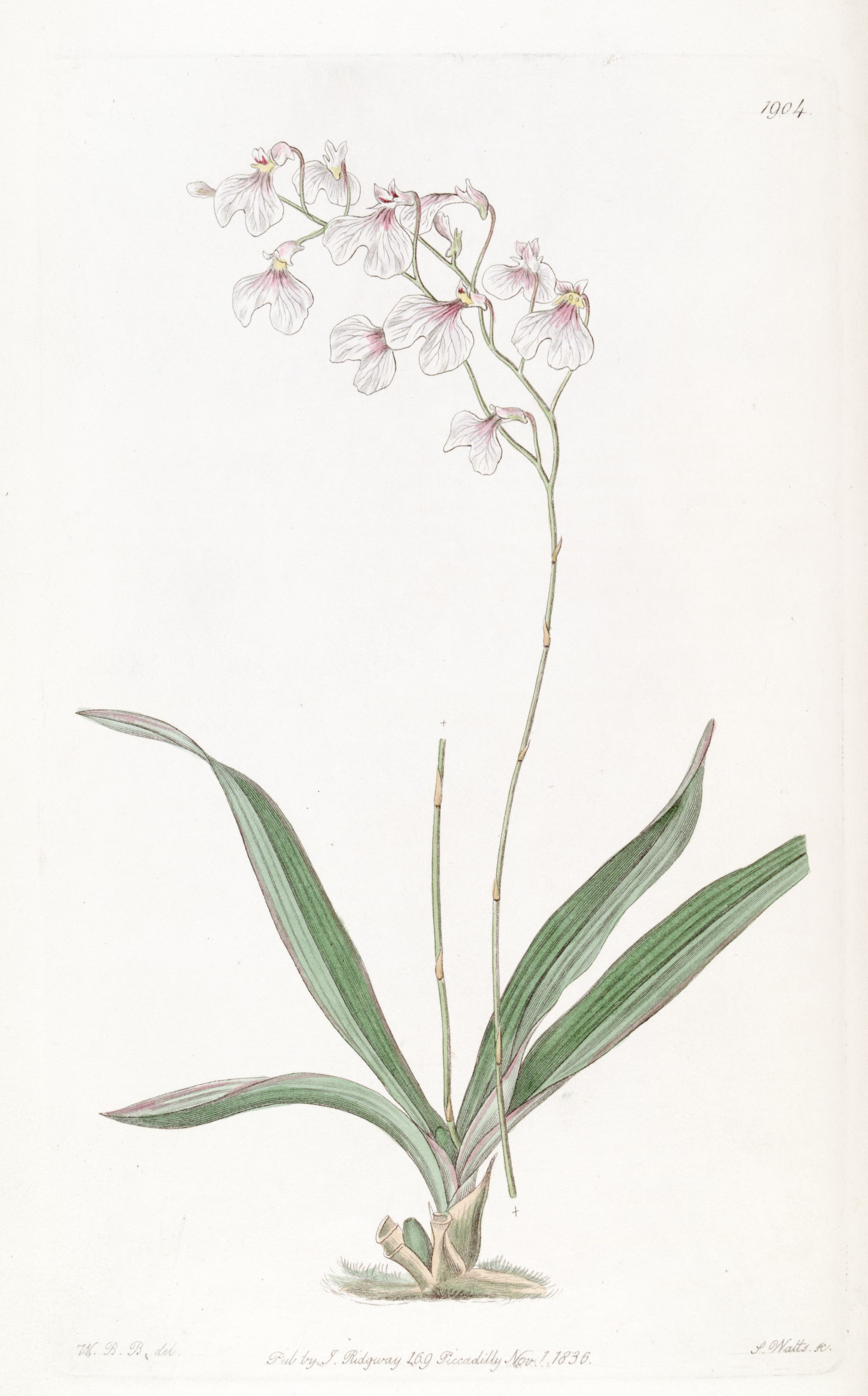
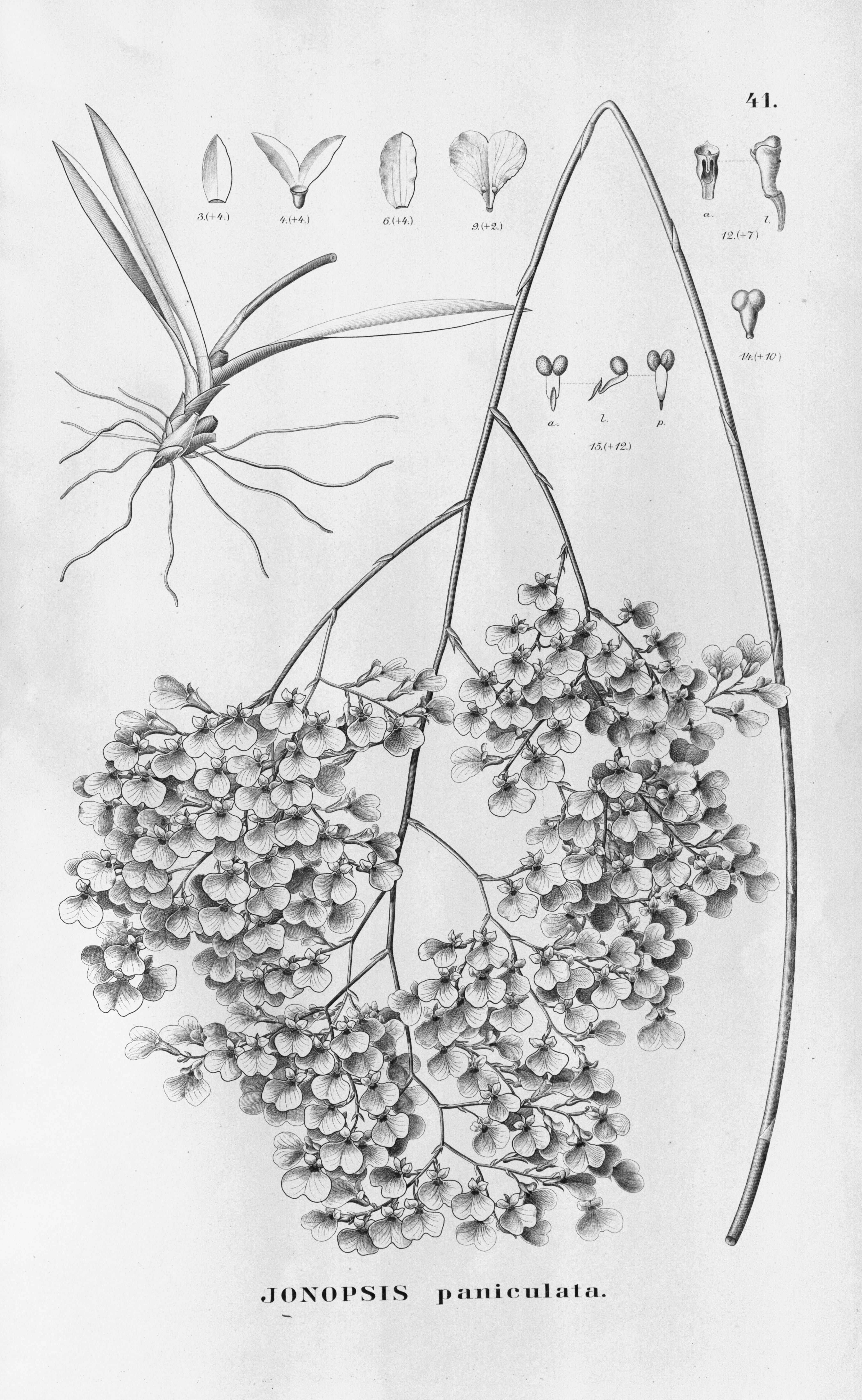
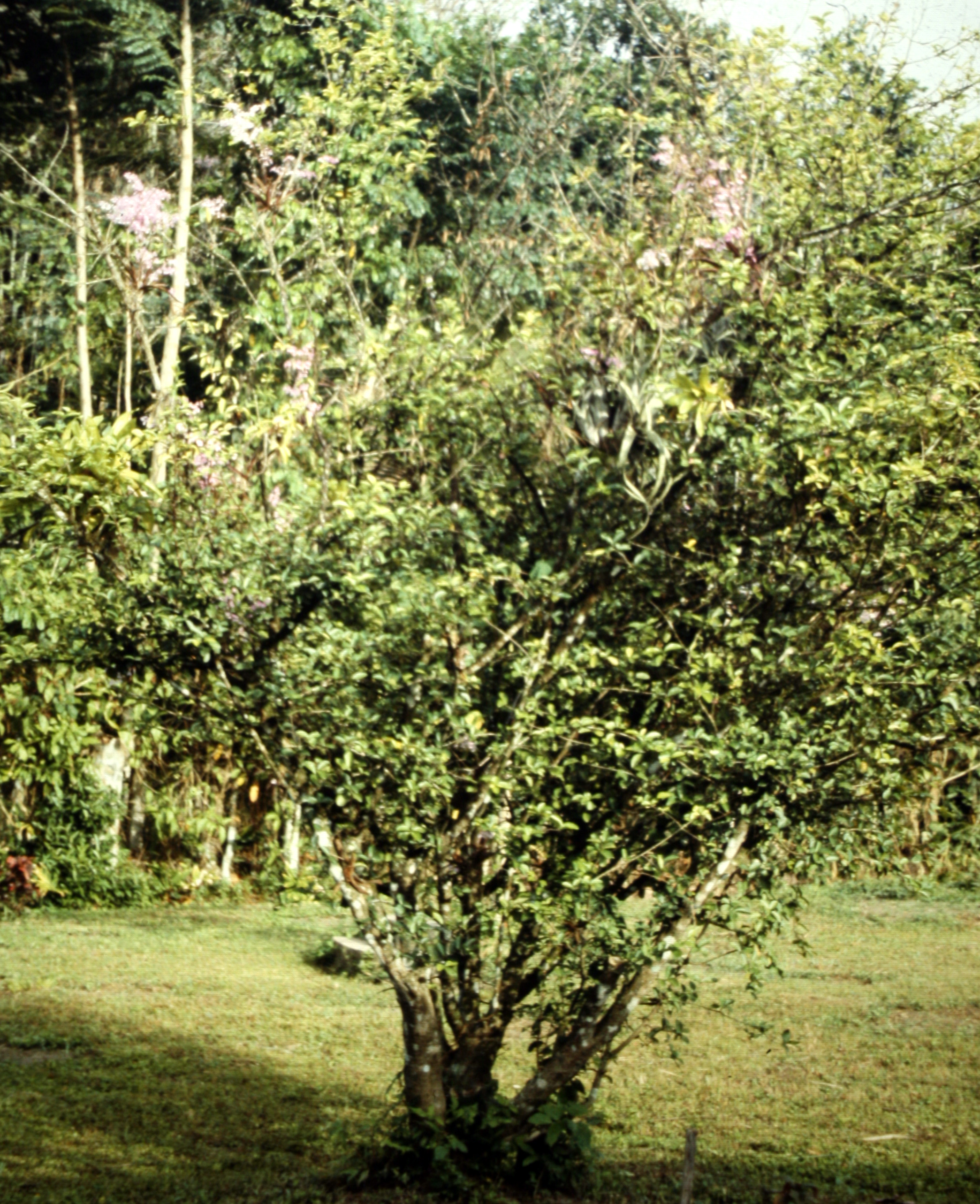
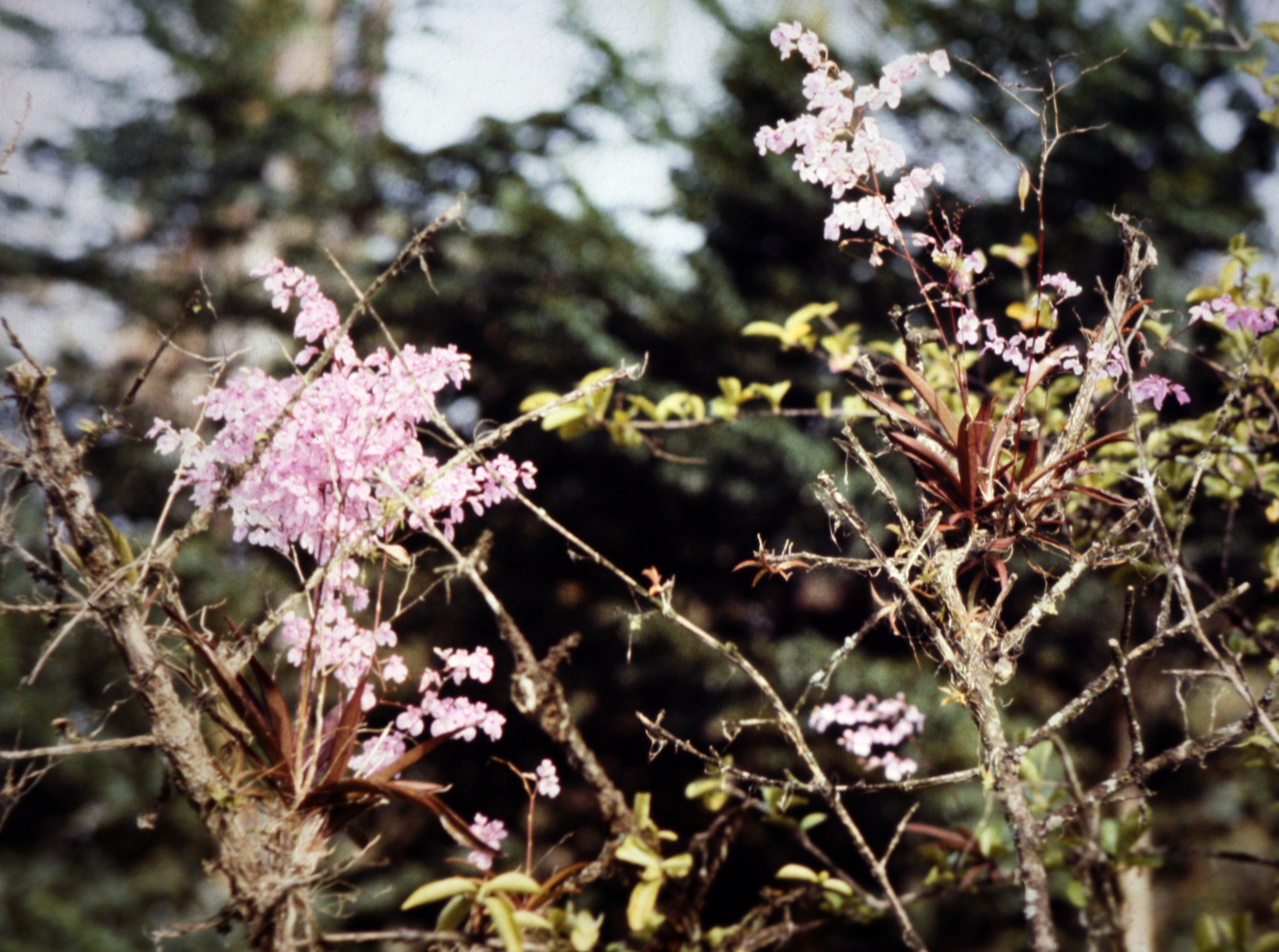
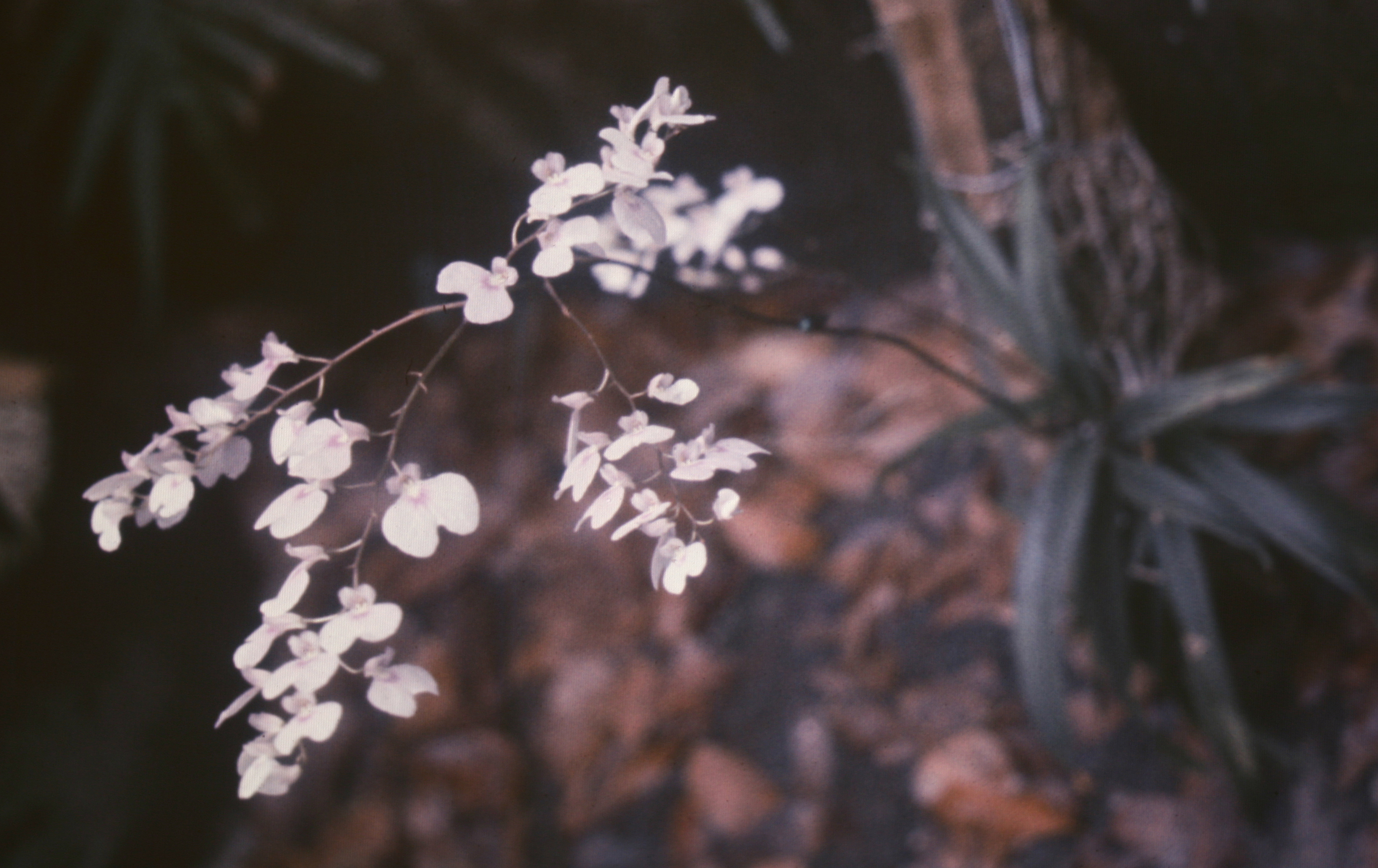